# پایادا

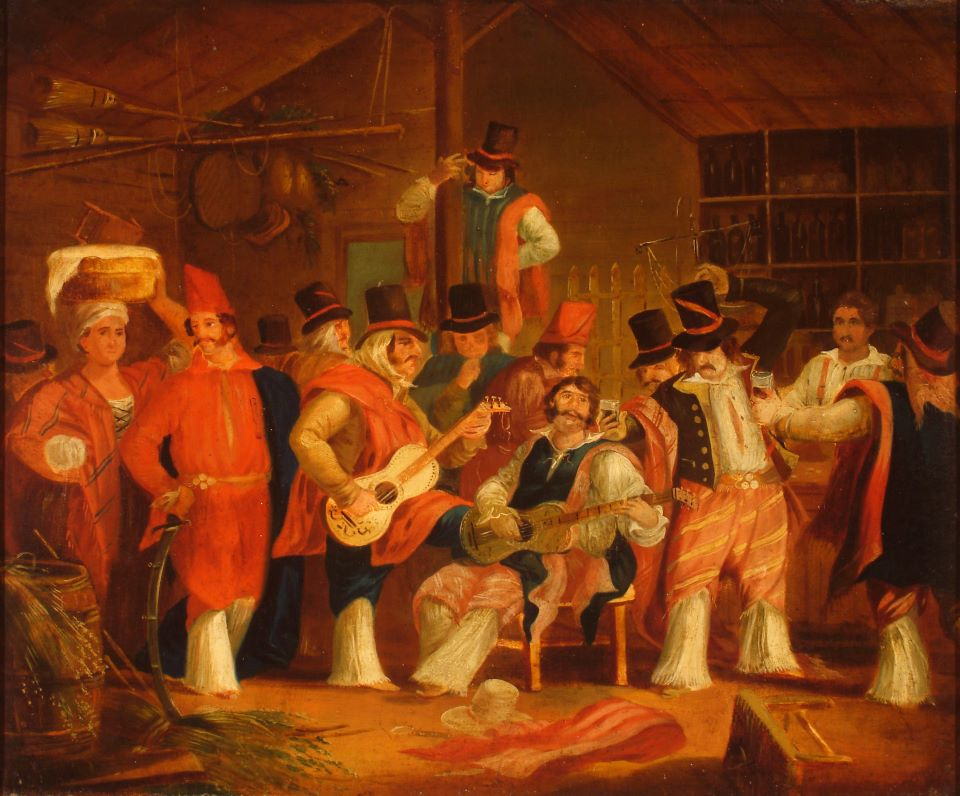
پایادا در یک پالپریا اثر کارلوس مورل.

پایادا  سنت موسیقی محلی بومی آرژانتین، اروگوئه، جنوب برزیل و جنوب پاراگوئه به عنوان بخشی از فرهنگ و ادبیات گائوچو است. در شیلی به آن پایا می‌گویند و توسط huasos اجرا می‌شود.
آوازی فی البداهه است که به همراهی گیتار خوانده می‌شود.
در اجراهای دو یا چند پایا دور، که به عنوان کنترا پونتو شناخته می‌شوند، برای تولید شیواترین اجرا رقابت می‌کنند، که هر کدام به سوالات مطرح شده توسط دیگری پاسخ می‌دهند که اغلب توهین‌آمیز است. مدت زمان این اجراها می‌تواند بسیار طولانی باشد، و زمانی پایان می‌یابد که یکی از پایا دورها فوراً به حریف خود پاسخ ندهد. سبک‌های موسیقی که اغلب در پایادا استفاده می‌شود عبارتند از: سیفرا، هوئلا و میلونگا.

## آرژانتین
در آرژانتین، ۲۳ ژوئیه به عنوان روز پایا دور در بزرگداشت پایادای معروف که در آن خوان د ناوا و گابینو ازیزا با هم رقابت کردند، تأسیس شد. این پایادا در سال ۱۸۸۴ در پایساندو برگزار شد و ایزیزا با بداهه‌نویسی سالودو آ پایساندو معروف خود برنده اعلام شد. ضبط این آهنگ تنها ضبط موجود از صدای ایزیزا است.